# 1931년 전국체육대회 역도
1931년 전국체육대회 역도는 일제강점기 조선 경성부에서 개최된 1931년 전국체육대회의 경기 종목이다. '제2회 전조선역기대회'로 개최되었으며 1931년 12월 5일부터 12월 6일까지 하세가와 공회당에서 개최되었다.

## 대회 진행
역도 종목은 1931년 12월 5일부터 12월 6일까지 일제강점기 조선 경성부에 있는 하세가와 공회당에서 개최되었다. 조선체육회는 1931년 12월 1일까지 참가 접수를 진행하고 접수 당일 오후 6시에 대회 진행을 위한 참가자의 체중을 측정했다. 경량급 종목에는 14관 116문 미만인 선수가 출전했고, 중량급 종목에는 14관 116문 이상인 선수가 출전했다. 경기 관람료는 성인 30전, 학생 20전으로 책정되었다. 경량급 종목에서 이덕흥이 450점으로 우승하고, 중량급 종목에서 송학준이 575점으로 우승을 차지했다.

## 경기 결과

### 경량급
| 순위 | 선수   | 소속 | 점수 |
| ---- | ------ | ---- | ---- |
| 1    | 이덕흥 | 불명 | 450  |
| 2    | 정희승 | 불명 | 423  |
| 3    | 임윤호 | 불명 | 398  |

### 중량급
| 순위 | 선수   | 소속 | 점수 |
| ---- | ------ | ---- | ---- |
| 1    | 송학준 | 불명 | 575  |
| 2    | 김용성 | 불명 | 565  |
| 3    | 팽시홍 | 불명 | 560  |

## 참고 문헌
- 대한체육회 (1990). 《대한체육회 70년사》.
- 대한체육회 (2011). 《대한체육회 90년사》.
- “제12회 전국체육대회 역도 경기 결과”. 대한체육회.[깨진 링크(과거 내용 찾기)]